# Chiqui Vicioso

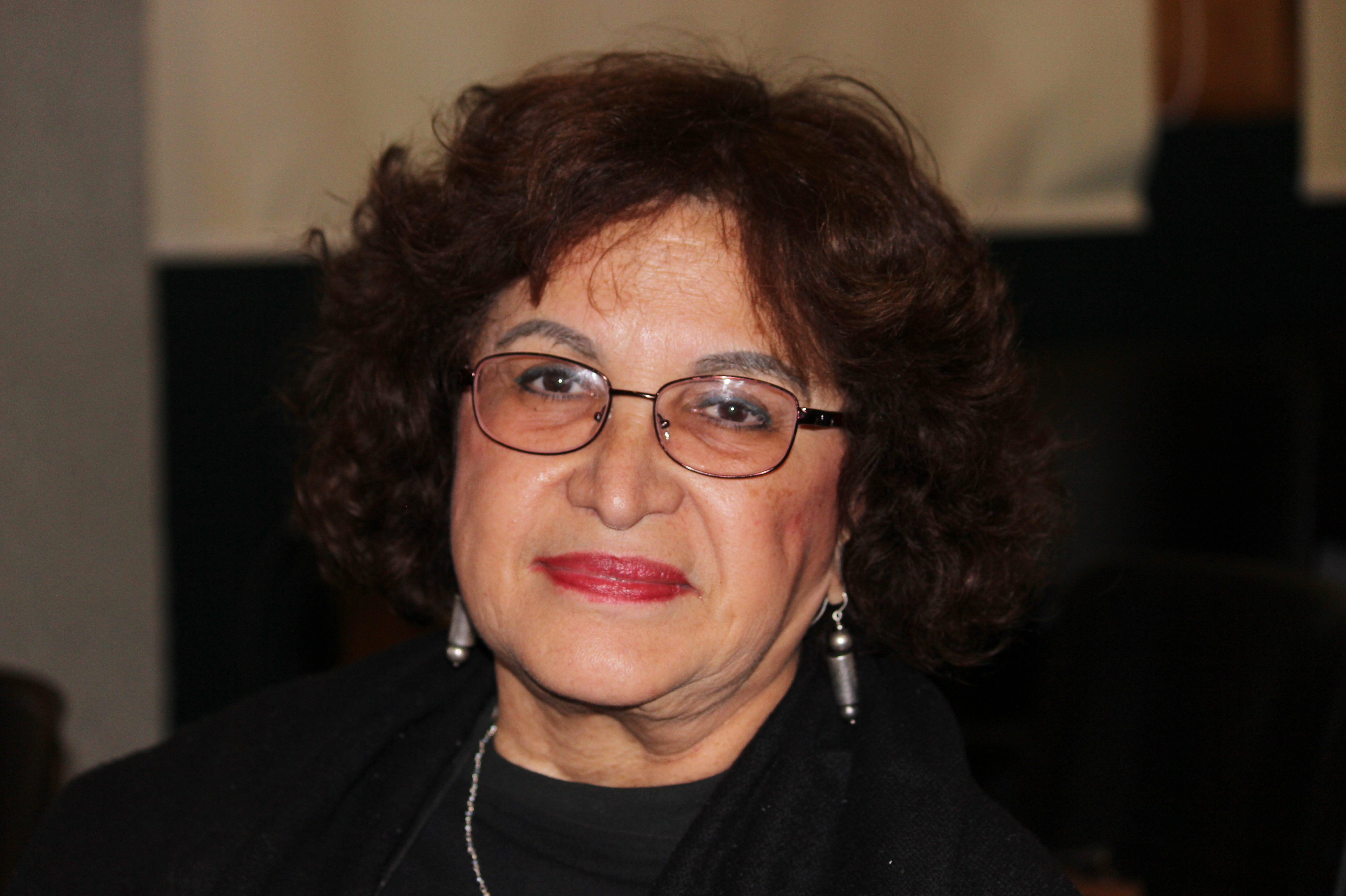
Chiqui Vicioso (2018)

Sherezada Vicioso (* 21. Juni 1948 in Santo Domingo), bekannt als Chiqui Vicioso, ist eine dominikanische Dichterin und Schriftstellerin.
Vicioso studierte Soziologie und lateinamerikanische Geschichte am Brooklyn College in New York, erlangte an der Columbia University einen Masterabschluss für pädagogisches Programmdesign und studierte Kulturprojektmanagement bei der Fundación Getulio Vargas in Rio de Janeiro. Von 1981 bis 1985 war sie Direktorin für Erziehung bei Pro Familia, von 1986 bis 1987 Beraterin für das Frauenförderungsprogramm der Vereinten Nationen und dominikanische Vertreterin für die Frauenprogramme bei der UNESCO.
Sie arbeitete als Kolumnistin für die Zeitung Listín Diario, war Mitarbeiterin von La Noticia und Leiterin der Literaturseite Cantitad hechizada beim El Nuevo Diario. 1988 gründete sie den Círculo de Mujeres Poetas.
Viciosos Gedichte erschienen unter anderem in den von Daisy Cocco De Filippis herausgegebenen Anthologien Sin otro profeta que su canto (Antología de la poesía fe-menina dominicana) und Poemas del exilio y de otras inquietudes, in Franklin Gutiérrez’ Antología histórica de la poesía dominicana del siglo XX und Manuel Ruedas Dos siglos de literatura dominicana.

## Werke
- Viaje desde el agua, Gedichte, 1981
- Un extraño ulular traía el viento, Gedichte, 1985
- Volver a vivir: ensayos sobre Nicaragua, 1985
- Julia de Burgos la nuestra, 1990
- Algo que decir: ensayos críticos sobre literatura escrita por mujeres, 1991
- Internamiento, Gedichte, 1992
- Salomé Ureña de Henriquez (1850–1897) A cien años de su magisterio, 1997

## Auszeichnungen
1988 erhielt sie den Caonabo de Oro und 1992 zeichnete sie die Dirección General de Promoción de la Mujer mit der Medalla de Mérito Oro als hervorragendste Frau des Jahres aus.
Mit ihrem Stück Wish-ky Sour gewann sie 1997 den Premio Nacional de Teatro.